# Культура зґвалтування

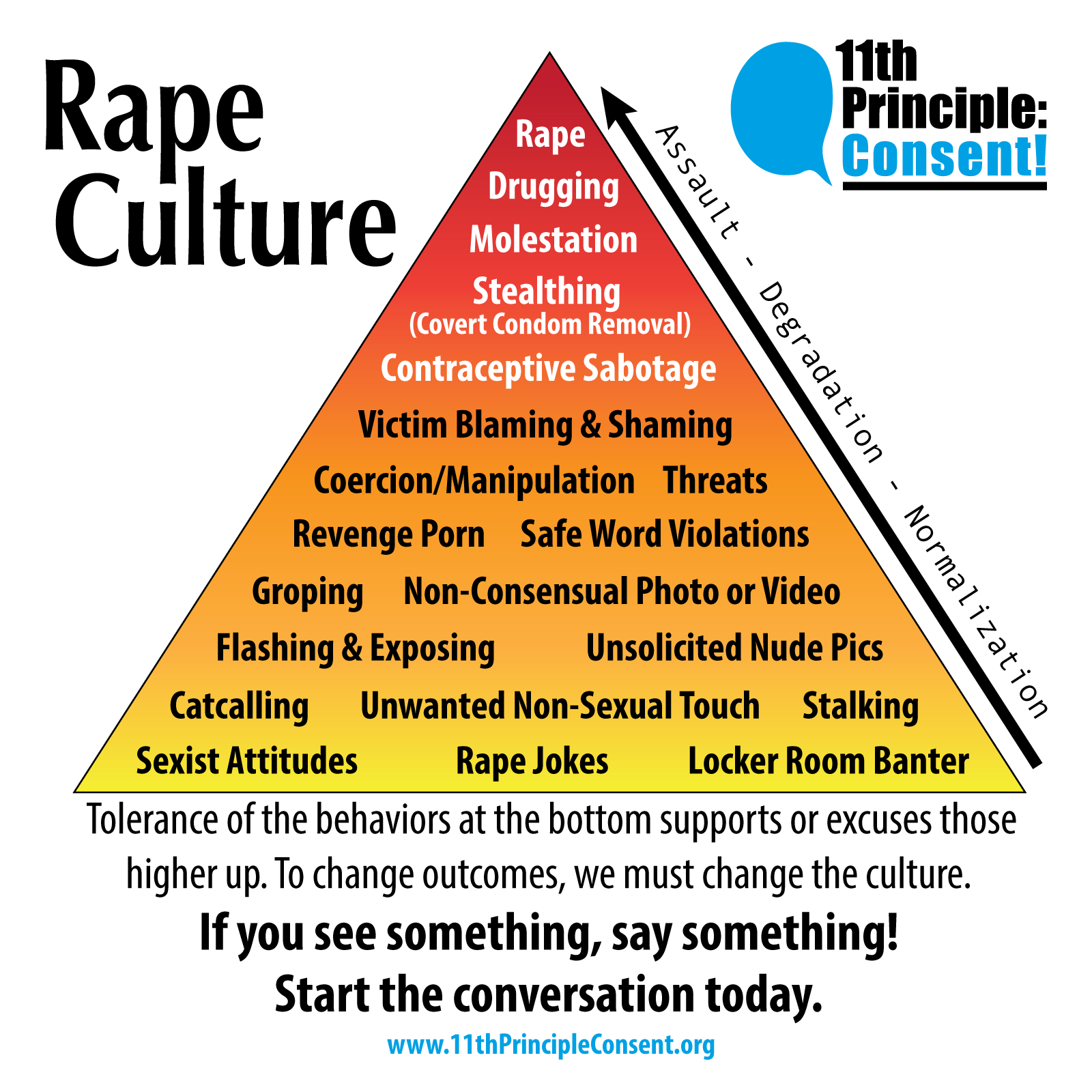
Піраміда культури зґвалтування: культура зґвалтування спирається на сексистське ставлення (наприклад, постери з оголеними жінками на робочому місці) та слова (наприклад, жарти про зґвалтування) та призводить до більш серйозної поведінки (від домагань на вулиці до насильницьких дій).

Культура зґвалтування (англ. rape culture) — соціологічна концепція про середовище, в якому зґвалтування є поширеним і нормалізованим через стереотипізоване соціальне ставлення до гендеру та сексуальності. Поведінка, пов'язана з культурою зґвалтування, включає звинувачення жертв, слатшеймінг, сексуальну об'єктивацію та розмаїті міфи про зґвалтування (такі як заперечення зґвалтування, відмова визнати шкоду, заподіяну сексуальним насильством).
Поняття культури зґвалтування було розроблене феміністками другої хвилі, насамперед у США, починаючи з 1970-х років, для опису та пояснення поведінки в соціальних групах та у районах військових конфліктів, де зґвалтування використовується як психологічна зброя, і тлумачить її як культурне середовище, яке заохочує гендерне насильство, а також закріплює міфи про зґвалтування.

## Термін
Термін «культура зґвалтування» вперше був використаний у 1970-х роках в США феміністками другої хвилі й застосовувався до американської культури в цілому.
Перша поява в друці — 1974 рік, у «Зґвалтуванняː перший посібник для жінок» під редакцією Норін Коннелл та Кассандри Вілсон у Нью-Йорку. У книзі авторки зазначали: «наша кінцева мета полягає в ліквідації насильства, і ця мета не може бути досягнута без революційного перетворення нашого суспільства».
Професорка соціології Джойс Е. Вільямс простежує походження та перше використання терміна «культура зґвалтування» до документального фільму «Культура зґвалтування» Маргарет Лазарем та Реннер Вондерліха 1975 року. Вона стверджує, що фільм «бере на себе перше визначення поняття». Фільм досліджував зґвалтування як жінок, так і чоловіків в контексті масової культурної нормалізації зґвалтування.

## Детермінанти та фактори
Феміністки та гендерні активістки визначають культуру зґвалтування як культурне середовище, яке заохочує гендерне насильство, а також закріплює міфи про зґвалтування, починаючи від зображення зґвалтування як просто «грубого сексу» і закінчуючи звинуваченням жертв в «заохоченні» зґвалтування.
Майкл Паренті вважає, що культура зґвалтування проявляється через прийняття насильства як повсякденного явища, і навіть чоловічої прерогативи. Це вірування та його наслідки (дії в контексті сексуального насильства чоловіків проти жінок) можуть посилюватись:
- бездіяльністю поліції у справах про зґвалтування,
- звинуваченням потерпілих,
- небажанням влади йти проти патріархатних культурних норм,
- а також страхом стигматизації жертвами насильства та їх сім'ями.[16]

Відповідно до концепції культури зґвалтування, прояви сексизму використовуються для обґрунтування та раціоналізації мізогінних практик. Наприклад, сексистські жарти нормалізують неуважність до жінок, що призводить до їх беззахисності перед сексистськими актами, а в кінцевому підсумку і до сприйняття словесних образ та дій (в тому числі зґвалтування) як прийнятних.
Загалом культура зґвалтування пов'язана з гендерною сегрегацією, гендерною бінарністю, уявленням про жорсткі відмінності між жінками та чоловіками (гендерні ролі) та переконанням, ніби зґвалтування підтверджує маскулінність.
Культуру зґвалтування також пов'язують з екологічною небезпекою, де чоловіки об'єктивують жінок як частину своєї боротьби за контроль над безпосереднім оточенням.
Інші вважають феномен масового виправдання та замовчування зґвалтувань наслідком модернізації та індустріалізації.

## Ознаки та прояви
Прояви культури зґвалтування включають:
- відмову від оприлюднення факту зґвалтування через страх стигматизації та слатшеймінгу;
- системну інституційну апатію (правоохоронні, судові органи) до проблеми зґвалтування;
- применшення поширеності випадків зґвалтування чиновниками;
- виправдання злочинців як соціальних аномалій[20][21][22];
- звинувачення жертви (потерпілої), а не злочинця (ґвалтівника), в акті зґвалтування (з залученням «аргументів» про «провокаційний» зовнішній вигляд, місцеперебування та маршрут, стан сп'яніння, стосунки з ґвалтівником, факти особистого життя тощо);
- ставлення до насильства як до явища звичайного, буденного чи прийнятного;
- сексуальну об'єктивацію, тобто сприйняття жінок виключно як об'єктів для сексуального задоволення чоловіків;
- практики навчання дівчаток убезпеченню себе від можливого зґвалтування, але відсутність навчання хлопчиків не ґвалтувати;
- заохочення насильства проти жінок з боку чоловіків через гендерні стереотипи («Б'є — значить любить»): наприклад, малих дівчат у змішаних групах вчать терпіти умовні смикання за кіски, а хлопців лишають непокараними;
- підміну концепту згоди на секс концептом відсутності опору як достатнього при доведенні відсутності факту зґвалтування;
- вірування, що «ні» означає «так» (схильність прислухатись до відмови у сексі, якщо вона надходить від чоловіка, але ігнорувати відмову жінки).[23]

## Наслідки

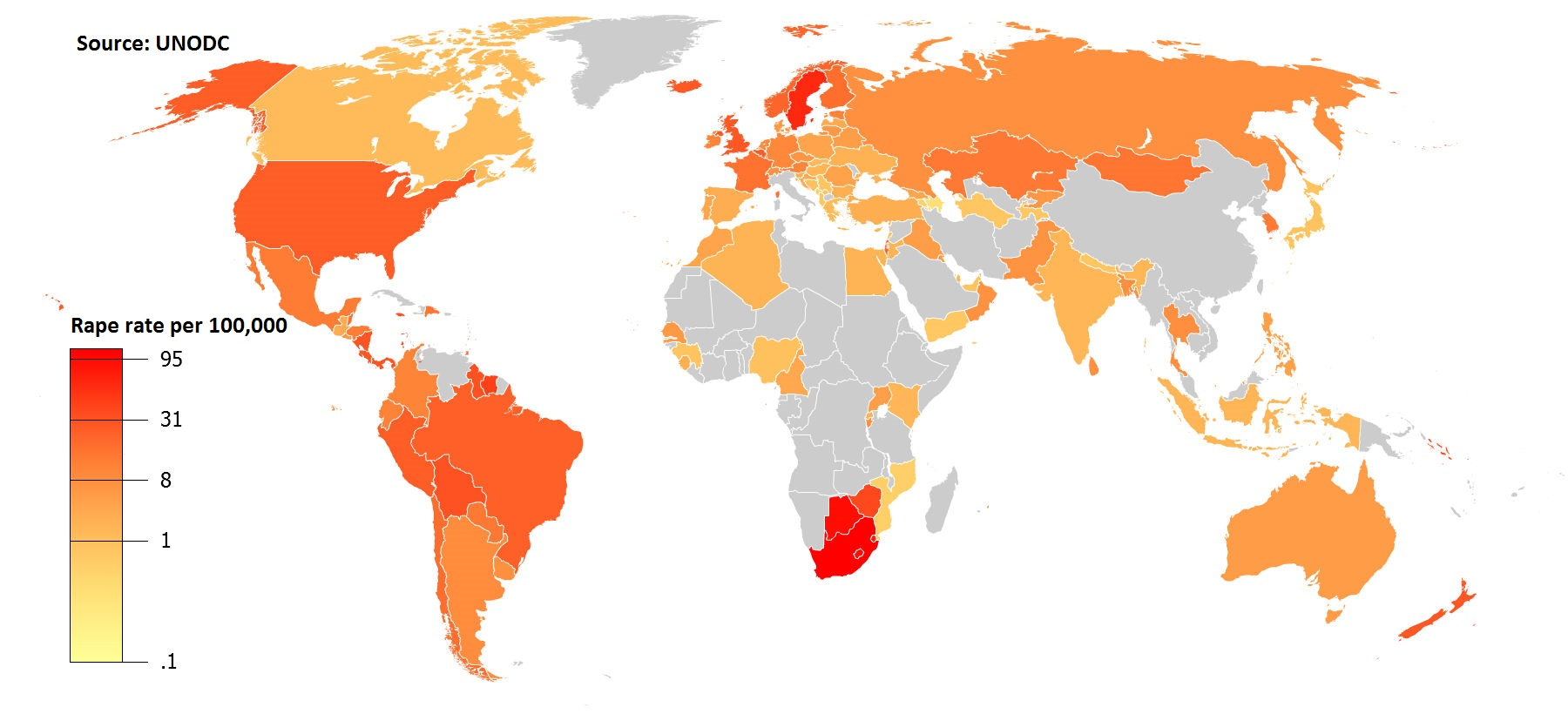
Кількість зґвалтувань на 100000 осіб населення (2010—2012)

Підтримуючи, відтворюючи та продукуючи міфи про зґвалтування, безкарність та ігнорування цих злочинів, культура зґвалтування системно обумовлює та нарощує поширеність, частоту та жорстокість зґвалтувань.
Культура зґвалтування вважається шкідливою як для жінок, так і для чоловіків.
На думку політолога Іриси Маріона Янга, в культурі зґвалтування потенційні жертви (більшість жінок та чоловіки, що зазнали сексуального насильства) живуть у постійному страху перед випадковими актами сексуального насильства, які мають намір завдати шкоди або принизити. До наслідків культури зґвалтування належать підвищена тривожність, депресивні та харчові розлади.
Деякі письменники та спікери, такі як Джексон Кац, Майкл Кіммель та Дон Макферсон, стверджують, що поняття культури зґвалтування внутрішньо пов'язане з гендерними ролями, породженими гендерними стереотипами, які обмежують самовираження і завдають психологічної шкоди всім людям незалежно від статі.

## Боротьба з культурою зґвалтування
Феміністські рухи різних країн проводять акції, спрямовані проти культури зґвалтування. Набула міжнародного розголосу ЯНеБоюсьСказати, мережева соціальна акція-флешмоб з висвітлення проблеми сексуального насильства над жінками в Україні.

## Критика концепції
Деякі письменники, науковці та групи заперечують існування чи поширеність культури зґвалтування або називають цю концепцію шкідливою. Інші вважають існування культури зґвалтування беззаперечним, але не згодні з певними інтерпретаціями чи аналізом.
Деякі організації з підтримки жертв зґвалтувань і сімейного насильства, такі як RAINN критикують занадто активне використання терміна «культура зґвалтування», оскільки при цьому відповідальність ніби перекладається зі злочинця на «культуру», тоді як «зґвалтування — це результат свідомого рішення»
Інші авторки, такі як белл гукс, вважають концепцію культури зґвалтування невиправдано вузькою і висувають більш широке поняття «культури насильства».